# Kazuo Ueda
Kazuo Ueda, in giapponese 植田 和男, うえだ かずお? (Makinohara, 20 settembre 1951), è un economista giapponese, dall'aprile 2023 32º Governatore della Banca del Giappone.
Ha insegnato all'Università di Tokyo e alla Kyoritsu Women's University. È stato presidente della Japan Economic Association dall'aprile 2011 al giugno 2012.

## Biografia
Nato nella prefettura di Shizuoka, la sjua famiglia era stata a capo del villaggio di Maehama Town (l'attuale città di Makinohara). Ueda si è laureato in Matematica all'Università di Tokyo e poi ha studiato alla Facoltà di Economia con Hirofumi Uzawa, Ryutaro Komiya e Koichi Hamada. Nel 1980, Ueda ha conseguito il dottorato in economia presso il Massachusetts Institute of Technology. Il suo tutor di dottorato era Stanley Fischer.

## Carriera
Dopo aver lavorato presso l'Università della Columbia Britannica e l'Università di Osaka, è entrato a far parte dell'Università di Tokyo nel 1989, ritirandosi nel 2017 per diventare Professore Emerito della stessa università.
Tra il 1985 e il 1987, Ueda è stato ricercatore associato presso l'Istituto di affari fiscali e monetari del Ministero delle finanze giapponese. Ha lavorato lì insieme a Heizō Takenaka studiando le cause e le basi del surplus delle partite correnti giapponesi. Ha pubblicato articoli accademici in seno alla Bsnca dei regolamenmti internazionali.
Kazuo Ueda è stato nominato membro del consiglio della Banca del Giappone nel 1998. È stato uno dei primi a proporre e concettualizzare l'allentamento quantitativo. Ha inoltre spinto la Banca del Giappone ad attuare una politica di forward guidance e tassi di interesse pari a zero. Le sue funzioni sono cessate nel 2005.
Nel 2022 diventa membro supplente d'ufficio del consiglio dei governatori al Fondo monetario internazionale (FMI).
Nel 2023 il primo ministro Fumio Kishida lo ha nominato governatore della banca centrale. Questa è la prima volta che un insegnante-ricercatore dirige l'istituto in Giappone dalla seconda guerra mondiale.

## Premi e riconoscimenti
- 1983 - “La macroeconomia internazionale e l’economia giapponese” vince il Suntory Academic Award e il Nikkei Economic Book Culture Award.

## Opere
(in lingua giapponese)

### Autore singolo
- Macroeconomia internazionale e economia giapponese: teoria e teoria empirica del sistema economico aperto, Toyo Keizai Inc. , 1983
- Cambiamenti economici del dopoguerra e saldo delle partite correnti, Istituto di studi fiscali e finanziari del Ministero delle Finanze, 1986
- Politica monetaria in condizioni di squilibrio della bilancia dei pagamenti, Toyo Keizai Inc., 1992 ISBN 4492651578
- Lotta contro i tassi di interesse zero, Nihon Keizai Shimbun che supervisiona la politica monetaria della Banca del Giappone, 2005 ISBN 4532351839

### Coautore
- Tasso yen-dollaro: 1973–1985 Yasushi Yoshida Institute of Finance and Finance, Ministero delle Finanze, 1986
- Analisi dell'impatto economico delle partecipazioni incrociate tra società, Università di Tokyo, 1990
- Introduzione alla finanza: tre giorni di economia, Kunio Okina JICC Publishing Bureau, 1991 ISBN 4796601449
- Allocazione dei fondi nel Giappone del dopoguerra: politica industriale e banche private, Tetsuji Okazaki, Masahiro Okuno e altri, University of Tokyo Press, 2002 ISBN 4130401866

### Modificato da
- Prospettiva dell'economia giapponese: struttura e direzione dello spostamento dell'apprezzamento dello yen, co-curato da Motoshige Ito e Heizo Takenaka, Chikuma Shobo, 1988 ISBN 4480854460
- La finanza internazionale negli anni '90, Co-a cura di Mitsuhiro Fukao, Nihon Keizai Shimbun, 1991 ISBN 4532130115
- Il sistema finanziario in un periodo di cambiamento, Co-curato da Hiroaki Kaizuka, University of Tokyo Press, 1994 ISBN 4130401416
- Analisi economica dello svuotamento finanziario, Co-curato da Mitsuhiro Fukao e altri, Nihon Keizai Shimbun, 1996 ISBN 453213109X
- Dizionario economico giapponese, Co-edito da Motoshige Ito, Takao Komine, Takenori Inoki, Tadao Kagono, Yoshio Higuchi, Nihon Keizai Shimbun, 1996 ISBN 4532145007
- Il quadro completo della crisi finanziaria ed economica globale: cause, effetti a catena e risposte politiche, Keio University Press, 2010 ISBN 9784766417753